# Roppenheim
Roppenheim település Franciaországban, Bas-Rhin megyében. Lakosainak száma 1039 fő (2022. január 1.). Roppenheim Beinheim, Forstfeld, Fort-Louis, Kauffenheim, Leutenheim, Neuhaeusel és Rœschwoog községekkel határos.

## Népesség
A település népessége az elmúlt években az alábbi módon változott:
| Lakosok száma | 951  | 966  | 995  | 1003 | 1007 | 1010 | 1014 | 1030 | 1039 |
|               | 2013 | 2015 | 2016 | 2017 | 2018 | 2019 | 2020 | 2021 | 2022 |